# 雪钟花
雪钟花（學名：Galanthus nivalis）是雪花蓮屬最有名的植物。雪钟花是天门冬目，石蒜科，雪花莲属，英文名为Snowdrop或Common Snowdrop。